# Braquiosaure
El braquiosaure (Brachiosaurus altithorax) és una espècie extinta de dinosaure sauròpode de la família dels braquiosàurids que visqué a Nord-amèrica durant el Juràssic superior, fa entre 153 i 154 milions d'anys. Fou descrit pel paleontòleg estatunidenc Elmer S. Riggs el 1903 a partir de fòssils trobats a la vall del riu Colorado, a l'oest de Colorado (Estats Units). Es calcula que devia fer entre 18 i 22 metres de llargada, mentre que les estimacions de la massa corporal de l'holotip, un individu subadult, van des de 28,3 fins a 46,9 tones. Com els altres sauròpodes, tenia el coll llarguíssim, el crani petit i un cos enorme. A diferència dels altres, tenia les potes anteriors més llargues que les posteriors, cosa que deixava el tronc considerablement inclinat, i la cua proporcionalment més curta.
S'ha calculat que un braquiosaure podia viure fins a 100 anys. Durant molts anys es va creure que el braquiosaure passava gran part de la seva vida submergit a l'aigua. Segons els científics de començaments del segle xx, el seu cos era massa pesant perquè l'animal es desplacés per terra ferma. Tot i així sembla que els braquiosaures no eren dinosaures aquàtics. Les seves potes eren situades just per sota del cos i podien suportar l'enorme pes d'aquest. A més a més, la pressió a 10 metres de profunditat seria massa elevada per permetre una bona respiració i no tenir repercussions fisiològiques. D'altra banda la baixa temperatura de l'aigua afavoriria l'aparició d'hipotèrmies.
El braquiosaures posseïen un cor molt pesant i de grans dimensions, capaç de produir una pressió sanguínia de més de 400 mil·límetres de mercuri que fes possible l'arribada de la sang fins al cap, situat a 16 metres del cor. Per afavorir una bona circulació cap al cervell, és probable que situés el coll amb una posició força horitzontal respecte a terra.
Com d'altres dinosaures, els braquiosaures duien una vida gregària, vivien en ramats que realitzaven migracions d'una zona a una altra en busca d'aliments.
S'han trobat ous disposats en filera i no en nius, com seria d'imaginar. És molt possible que la posta es dugués a terme mentre la femella es desplaçava, ja que alguns ous fòssils han sigut trobats a diversos metres l'un de l'altre. El braquiosaure menjava fulles.